# Woman (電視劇)
《Woman》，是2013年7月至9月於日本電視台水10時段播出的電視連續劇，由坂元裕二編劇、滿島光主演，此作品亦是滿島光民營電視台的初次主演作。此劇獲2013年度的銀河賞及日本民間放送聯盟獎最優秀作品等獎項，導演水田伸生和滿島光分別獲得文化廳藝術祭獎和日本電視劇三大最高榮譽的放送文化基金獎。

## 花絮評價
- 第一話播出前，於網路上舉行一萬人限定的線上觀賞。[2]
- 此劇播出時，與同時段的知名系列《庶務二課2013》對打，因收視率逐漸升高勝於《庶務二課2013》，最終回亦升高至16%，引起日本電視評論家的注目；觀眾評價多為「沉重，但精采」、「演員演技佳」、「製作拍攝細膩用心，忠實呈現出單親媽媽的難處，讓人有共鳴」等。[3][4][5]

## 主要角色

### 青柳家
- 青柳小春：滿島光（幼少期：住田萌乃）

望海與陸的母親，27歲，舊姓高村，父親已逝。小春認為當年係因母親拋棄家庭，因而過去20年來不願與母親相認，寧願獨自扶養兩個孩子，在丈夫過世後成為單親媽媽。因不了解夫家的親戚（丈夫亦從小被母親拋棄），所以沒投靠婆家，而在東京的公寓中與孩子三人一同生活。雖同時打三份工，仍因經濟拮据申請生活救助金，但囿於政府「三等親仍在世不得申請生活救助金」之規定而未通過申請。其後發現自己得了再生不良性貧血，需工作的小春無法看顧年幼的孩子，因而逼不得已主動與20年沒見的母親見面，而住進植杉家。
- 青柳信：小栗旬

小春的亡夫，死於31歲。原為登山家，但在與小春結婚後決定過著工作一年、登山半年的生活。4年前為了解開小春與小春母親植杉兩人的心結，而獨自探訪植杉家。在回家途中的電車上，被一名女高中生告發是痴漢而被數名乘客趕下車，在下車後被一群乘客推打，導致小春母親給的梨子掉落鐵道，信疑因撿拾梨子時被列車輾死。
- 青柳望海：鈴木梨央

青柳家長女。心思細膩、性格乖巧，常關心母親和分擔家務。
- 青柳陸：高橋來

青柳家長男，望海的弟弟。

### 植杉家
- 植杉紗千：田中裕子

小春的生母。20年前因被丈夫家暴等原因而拋棄小春離家出走，其後與健太郎結婚並育有一女。健太郎偷偷地代理簽署了生活救助金的申請，因而讓20年沒見的母女再度相逢。但小春在20年後與紗千重逢時，才由異父同母的栞口中得知當年母親被家暴的事實。紗千表面上對小春看似漠不關心，但實際上對於20年前拋棄女兒一事耿耿於懷，偷偷送了冷氣給小春，發現小春於廚房貧血昏倒時特地為其做飯。
- 植杉健太郎：小林薰

紗千的再婚對象。無職，靠著在飯店當清潔工的紗千過活。知道紗千真正的心意而一直想讓紗千和小春這對母女和好。對小春的孩子相當照顧，望海給他取了「樹懶叔叔」的稱號。
- 植杉栞：二階堂富美

植杉家長女，小春異父同母的妹妹。個性孤僻，不善與人來往。為了考上美術大學而在補習班研讀，其後從家裡搬出去獨居。信來找小春母親那天才知道了自己原來有個姐姐。小春的亡夫信的死因也跟她有關。
- 植杉真希：柊瑠美

栞的表姐。

### 蒲田家
- 蒲田由季：臼田麻美（日语：臼田あさ美）

小春的好友，和小春在同一個地方工作而相識。常幫忙小春帶小孩，後與丈夫離婚後也成為了單親媽媽。
- 蒲田直人：巨勢龍也（日语：巨勢竜也）

蒲田家長男。
- 蒲田將人：高田愛斗

蒲田家次男。

### 砂川家
- 砂川良祐：三浦貴大

藍子的丈夫，公務員。生活福祉課生活保護負責職員，因受理小春的救助金申請而認識小春。後因妻子藍子離家出走，而一個人照顧兒子舜祐。
- 砂川藍子：谷村美月

良祐的妻子。都立澀谷醫院實習醫生，因工作忙碌而與良祐爭吵而離家出走。
- 砂川舜祐：庵原匠悟

砂川家長男。

### 都立澀谷醫院
- 澤村友吾：高橋一生

都立澀谷醫院醫師，小春的主治醫生。因某日小春昏倒到醫院檢查出貧血症狀，而主動幫小春追蹤診治。其後鼓勵小春積極治療再生不良性貧血並接受骨髓移植手術。
- 中野：岡山一（日语：おかやまはじめ）

澤村同事。
- 藤田：矢島弘一（日语：矢島弘一）

護士。

### 其他
- 松谷高生：井之上隆志（日语：井之上隆志）

## 客串角色
第1話
- 老人：庄司永健（日语：庄司永健）

第2話
- 三澤：町田瑪麗（日语：町田マリー）

第4話
- 內村真美：濱田麻里（日语：濱田マリ）
- 內村紗香：菊池和澄（日语：菊池和澄）

內村家長女。
- 今野美希：大西禮芳（日语：大西礼芳）

栞高中時代同學。
第6話
津川：諏訪親治（第7話）
第7話
- 青柳静惠：神野三鈴（日语：神野三鈴）
- 宮前幸司：田中要次（日语：田中要次）
- 小島翼：前田豊（日语：まいど豊）

巴士司機。
第8話
- 吉川春菜：大平奈津美（日语：大平奈津美）

栞高中時代同學。

## 製作群
- 編劇：坂元裕二
- 音樂：三宅一德
- 導演：水田伸生、相澤淳
- 主題歌：androp《Voice》（WARNER MUSIC JAPAN / unBORDE）
- 助導：戶崎隆司
- 攝影：中山光一
- 音效設計：石井和之（日语：石井和之）
- 音樂協力：松根文、內海宏樹
- 特殊化妝：梅澤壯一（日语：梅沢壮一）
- 劇中料理：赤堀博美
- 醫學監修：原義明、松本尚（日语：松本尚）
- 縫製指導：柴田直惠
- 繪本：林大秀一（ハヤシダシュウイチ）

- 統括：神藏克
- 總製作人：大平太（日语：大平太）
- 製作人：次屋尚（日语：次屋尚）、千葉行利（日语：千葉行利）、大塚英治
- 助理製作人：金澤麻樹、高橋浩一郎
- 製作協力：K Factory（ケイファクトリー）

- 製作著作：日本電視台

## 獎項

### 作品獎
- 第51回銀河賞電視部門獎勵賞
- 第30回ATP賞（日语：全日本テレビ番組製作社連盟）電視部門最優秀獎
- 2014年日本民間放送聯盟獎年度最優秀電視劇獎[6]
- 2014年東京國際戲劇節優秀作品賞[7]

### 個人獎
- 第64回藝術選獎文部科学大臣賞（日语：文部科學大臣賞）放送部門：水田伸生
- 第68回日本放送映畫藝術大賞放送部門優秀主演女優賞：滿島光
- 第40回放送文化基金獎（日语：放送文化基金）演技賞：滿島光
- 2014年東京國際戲劇節主演女優賞：滿島光[8]

## 播出日程與收視率
| 集數                                                      | 播出日期 | 標題 日文                            | 導演     | 收視率 | 備註       |
| --------------------------------------------------------- | -------- | ------------------------------------ | -------- | ------ | ---------- |
| 1                                                         | 7月03日  | 付出生命養育孩子的單親媽媽感動電視劇 | 水田伸生 | 13.9%  | 加長15分鐘 |
| 2                                                         | 7月10日  | 做為母親所做的錯誤選擇？             | 水田伸生 | 11.3%  | 加長15分鐘 |
| 3                                                         | 7月17日  | 身為母親。有了女兒之後               | 相澤淳   | 11.4%  |            |
| 4                                                         | 7月24日  | 我，想見爸爸                         | 水田伸生 | 13.9%  |            |
| 5                                                         | 7月31日  | 不對任何人說之母親的覺悟             | 相澤淳   | 12.6%  |            |
| 6                                                         | 8月07日  | 為了活下去而說謊、為了孩子而說謊     | 水田伸生 | 14.7%  |            |
| 7                                                         | 8月14日  | 為了活著而死去的重要的人，那件真相   | 水田伸生 | 13.0%  |            |
| 8                                                         | 8月21日  | 殺了那孩子之後我也去死好嗎？         | 相澤淳   | 13.0%  |            |
| 9                                                         | 8月28日  | 我想活下去！至少再10年               | 水田伸生 | 14.9%  |            |
| 10                                                        | 9月04日  | 媽，說出真相吧！                     | 相澤淳   | 14.0%  |            |
| 11                                                        | 9月11日  | 獻給孩子們的孩子們                   | 水田伸生 | 16.4%  | 加長15分鐘 |
| 平均收視率：13.6%（收視率由Video Research於關東地區統計） |          |                                      |          |        |            |

## 外部連結
- 官方網站 （页面存档备份，存于）（日語）

| 日本 日本電視台 日本電視台週三連續劇           | 日本 日本電視台 日本電視台週三連續劇              | 日本 日本電視台 日本電視台週三連續劇      |
| ---------------------------------------------- | ------------------------------------------------- | ----------------------------------------- |
|                                                | Woman （2013年7月3日－9月11日）                   |                                           |
| 白雲階梯 （2013年4月17日－6月19日）            | 段田凜 勞動基準監督官 （2013年10月2日－12月11日） |                                           |
| 台灣 衛視中文台 星期五 23:00 - 00:00           |                                                   |                                           |
| 惡作劇2吻2014 （2014年12月5日－2015年3月27日） | 我的超媽媽 （2015年4月3日－5月29日）              | 變身情人 （2015年6月5日－7月3日）         |
| 台灣 星衛娛樂台 星期六 23:00 - 00:00           |                                                   |                                           |
| 惡作劇2吻2014 （2015年2月14日－5月30日）       | 我的超媽媽 （2015年6月6日－8月15日）              | 瘋神無雙 （2015年8月22日－2017年2月11日） |